# Hannie Schaft
Hannie Schaft właśc. Jannetje Johanna Schaft (ur. 16 września 1920 w Haarlem, zm. 17 kwietnia 1945 pod Overveen w gminie Bloemendaal) – holenderska studentka prawa, podczas niemieckiej okupacji Holandii członek holenderskiego ruchu oporu – kurier i uczestnik akcji dywersyjnych i likwidacyjnych, znana jako „dziewczyna z czerwonymi włosami” (hol. Het meisje met het rode haar), aresztowana i rozstrzelana w 1945 roku.

## Życiorys
Jannetje Johanna Schaft urodziła się 16 września 1920 roku w Haarlem . Była młodszą z dwóch córek Pietera Schafta (1885–1964), nauczyciela i Aafje Talei Johanny Vrijer (1885–1971), pochodzącej z rodziny pastorów mennonickich . Po śmierci starszej córki na błonicę w 1927 roku rodzina Schaftów przeniosła się do innego domu, pozostając w Haarlem . Ojciec Schaft był aktywnym członkiem Socjaldemokratycznej Partii Pracy (hol. Sociaal-Democratische Arbeiderspartij – SDAP) i w domu rodzinnym odbywano wiele dyskusji na tematy polityczne .
Po ukończeniu szkoły w 1937 roku Schaft rozpoczęła studia prawnicze na Uniwersytecie Amsterdamskim w 1938 roku . W 1940 uzyskała stopień kandydata . Po odmowie podpisania oświadczenia lojalności w 1943 roku nie miała możliwości kontynuacji studiów  . Schaft wróciła do rodzinnego domu w Haarlem .
Schaft działała w holenderskim ruchu oporu od wiosny 1942 roku . Kradła dowody tożsamości dla ukrywających się Żydów i członków ruchu oporu . Wiosną 1943 roku pomogła ukryć dwóch żydowskich studentów i ich rodziców . W czerwcu 1943 roku wstąpiła do lewicowej organizacji ruchu oporu Raad van Verzet (RVV), dla której pracowała jako kurier . Wiele jej akcji wiązało się z ryzykiem niewspółmiernym dla znaczenia podjętego działania .
Współpracowała również z Janem Bonekampem (1914–1944), z którym przeprowadzała akcje likwidacyjne dla RVV . Bonekamp został śmiertelnie postrzelony podczas akcji likwidacji komendanta policji W. Raguta 21 czerwca 1944 roku , a Schaft udało się uciec . Nie wróciła już do domu rodzinnego i ukrywała się w Haarlem .
Razem z Truus Oversteegen (1923–2016) jeździła jako kurier dla Wewnętrznych Sił Zbrojnych (hol. Binnenlandse Strijdkrachten) – stowarzyszenia zrzeszającego trzy największe organizacje ruchu oporu w Holandii . Podczas Świąt Bożego Narodzenia w 1944 roku brała udział w akcji zdobywania amunicji z niemieckiej bazy okrętów podwodnych w IJmuiden, a później także w akcji wysadzania niemieckiego pociągu z amunicją w Santpoort . W ruchu oporu znana była jako Hannie Schaft, a później jako „dziewczyna z czerwonymi włosami” (hol. Het meisje met het rode haar) .
Schaft została zatrzymana 21 marca 1945 roku w Haarlem-Noord podczas akcji kurierskiej – miała w torbie pistolet i paczkę dokumentów, w tym egzemplarze gazety komunistycznej De Waarheid . Została aresztowana i przewieziona do Ripperdakazerne w Haarlem, a potem do więzienia Huis van Bewaring w Amsterdamie . W Amsterdamie przyznała się do zabicia pięciu osób . Z rozkazu Willy'ego Lagesa (1901–1971) została zastrzelona 17 kwietnia 1945 roku – trzy tygodnie przed końcem wojny . Miejscem egzekucji były wydmy pod Overveen w gminie Bloemendaal .
Schaft została ponownie pochowana 27 listopada 1945 roku na cmentarzu honorowym Erebegraafplaats Bloemendaal . Jest jedyną kobietą wśród pochowanych tam bojowników ruchu oporu . W jej pogrzebie uczestniczyli członkowie holenderskiej rodziny królewskiej i holenderskiego rządu . Podczas pogrzebu królowa Wilhelmina uznała ją za „symbol ruchu oporu” . Pośmiertnie została odznaczona Verzetskruis (pol. „krzyżem ruchu oporu”) .

## Upamiętnienie

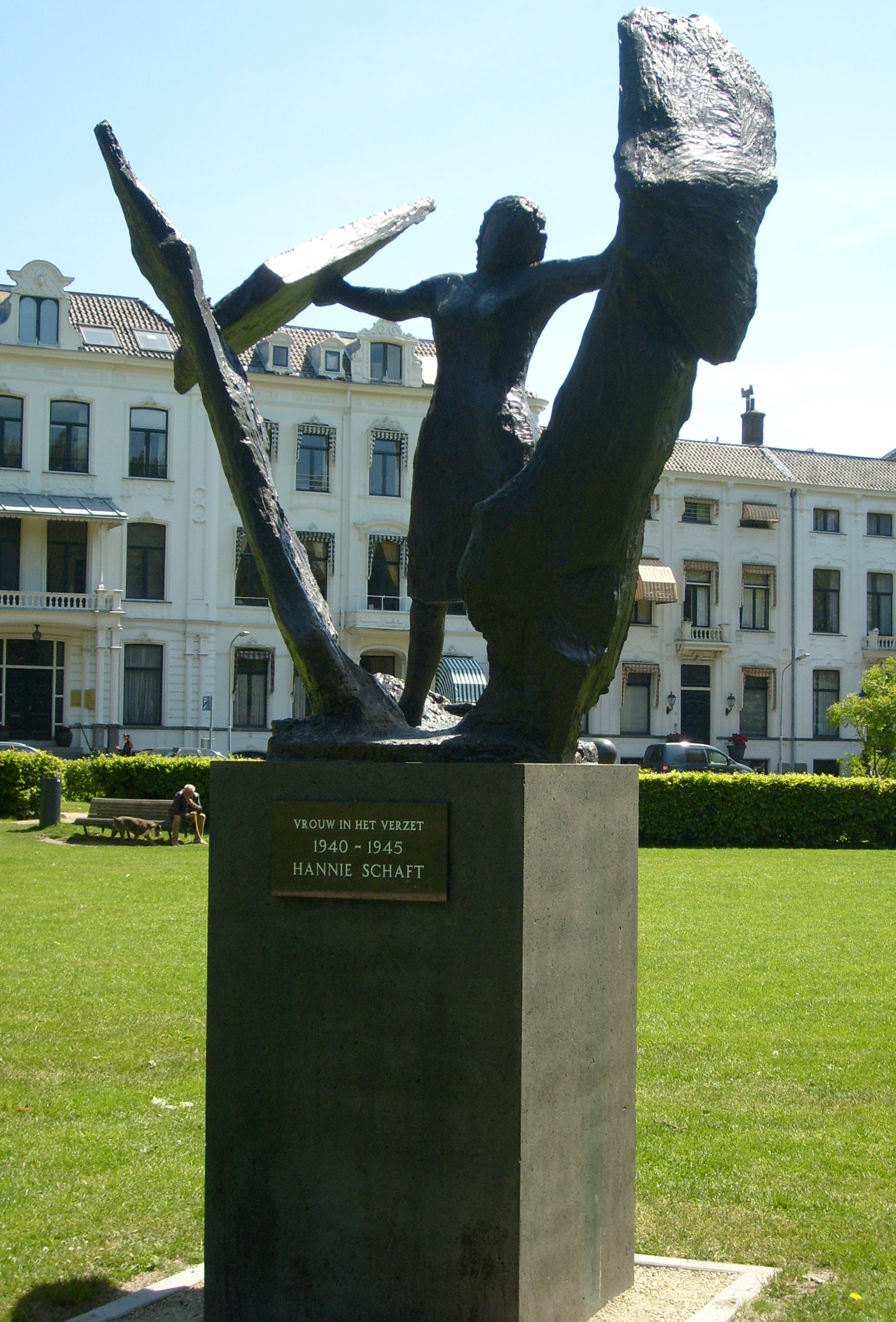
Pomnik Hannie Schaft w Kenaupark w Haarlem

25 listopada 1951 roku pamięć o Schaft stała się przedmiotem rozgrywki politycznej. Tego dnia komitet pamięci o Hannie Schaft (hol. Hannie Schaft-herdenkingscomité), który był silnie powiązany z Komunistyczną Partią Holandii (hol. Communistische Partij Nederland – CPN), zaplanował marsz–demonstrację z Haarlem na honorowy cmentarz w Bloemendaal . Burmistrzowie Haarlem i Bloemendaal nie wyrazili zgody, a zarządca cmentarza zamknął jego bramy, by nie dopuścić do demonstracji na cmentarzu . Pomimo informacji o zakazie marszu, setki demonstrantów próbowało wtargnąć na cmentarz, a wezwana na miejsce policja użyła siły . Zdarzenie to doprowadziło do debaty w parlamencie między liderem komunistów Henkiem Gortzakiem (1908–1989) i ministrem spraw wewnętrznych Fransem Teulingsem (1891–1966) .
W 1956 roku ukazała się powieść biograficzna o życiu Hannie Schaft autorstwa Theuna de Vriesa (1907–2005), która została zekranizowana w 1981 roku przez holenderskiego reżysera Bena Verbonga – film nosił tytuł Het meisje met het rode haar (pol. „Dziewczyna z czerwonymi włosami”) a rolę tytułową zagrała Renée Soutendijk .
W 1982 roku Truus Menger-Oversteegen odsłoniła pomnik Schaft w Kenaupark w Haarlem . Co roku w ostatnią niedzielę listopada przy pomniku oraz przy grobie Schaft Narodowa Fundacja Pamięci o Hannie Schaft organizuje spotkania i wykłady .